# Mouriscos

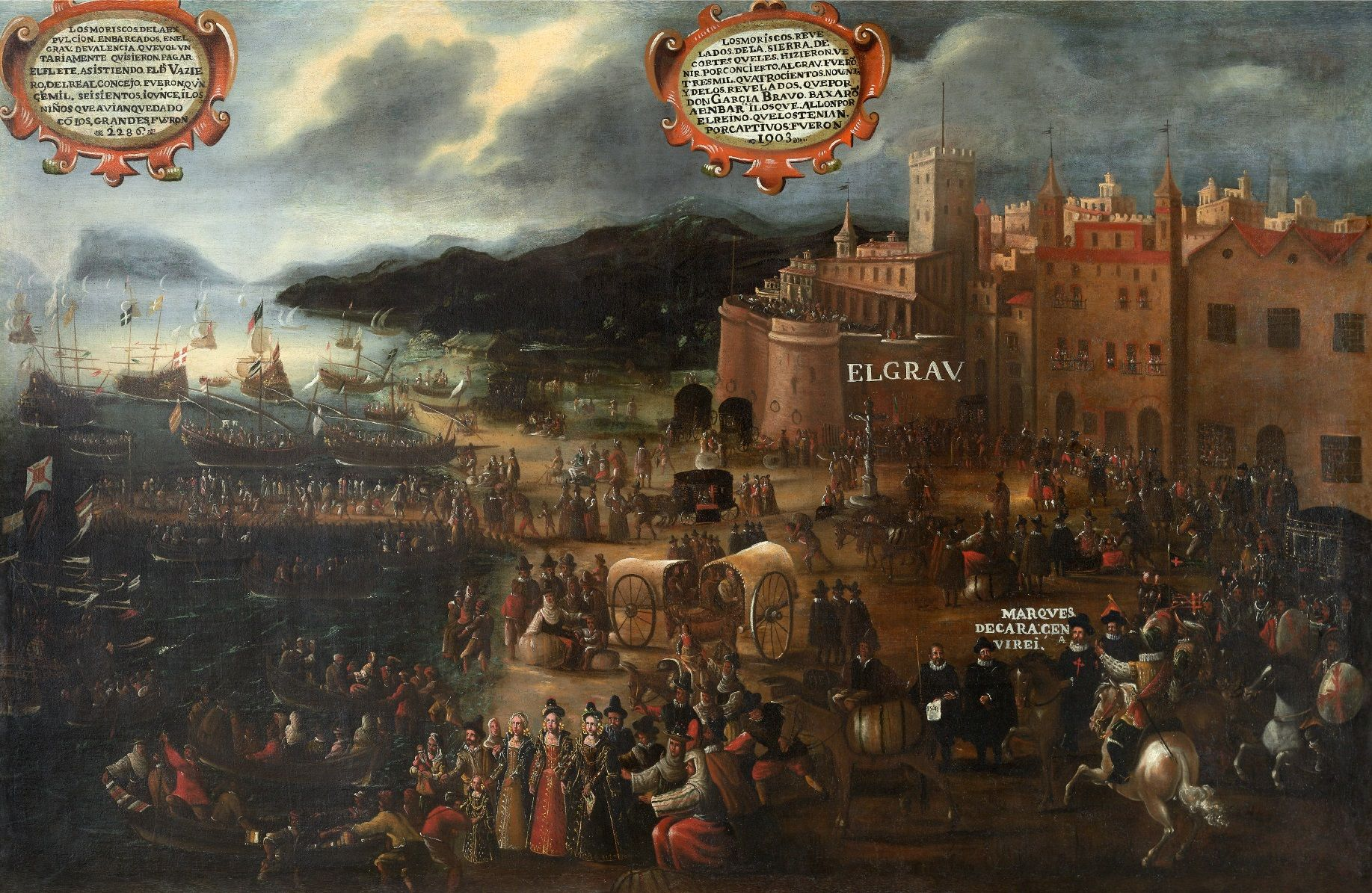
Embarque de mouriscos em Valência, por Pere Oromig.

Mouriscos (palavra que deriva de mouro) eram os espanhóis muçulmanos baptizados depois da política pragmática dos Reis Católicos de 14 de Fevereiro de 1502.
Foram numerosos no Baixo Aragão (actual província de Teruel) e no sul do Reino de Valência. Em Castela eram poucos, a julgar pelos dados que chegaram das contas de contribuição (um tipo de imposto) exceto no Reino de Granada.

## História

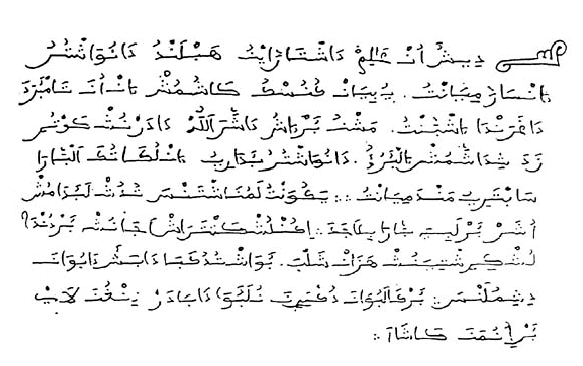
Texto morisco aljamiado

Em 1491 Boabdil, último sultão nacérida, capitulou na Guerra de Granada e negociou com os Reis Católicos a entrega de Granada em 25 de Novembro, a efectivar nos primeiros dias de 1492. Entre outras coisas acordava-se:
| “ | Que os mouros poderão manter a sua religião e as suas propriedades. Que os mouros serão julgados pelos seus juízes sob a sua lei, que não levarão identificações que delatem que são mouros como as capas que usam os judeus. Que não pagarão mais tributo aos reis cristãos do que pagavam aos mouros. Que poderão conservar todas as suas armas salvo as munições de pólvora. Que qualquer cristão que se tiver convertido em mouro será respeitado e não tratado como renegado. Que os reis somente porão de governantes gente que trate com respeito e amor os mouros e se estes faltarem em algo serão imediatamente substituídos e castigados. Que os mouros terão direito a gerir a sua educação e a dos seus filhos. | ” |

Imediatamente depois da entrada dos conquistadores em Granada começou-se um trabalho de conversão por métodos pacíficos. Para isso decidiu-se encomendar a Frei Hernando de Talavera, primeiro Arcebispo de Granada, a tarefa de converter os mudéjares à fé cristã. Este dedicou-se à tarefa com uma grande entrega: aprendeu árabe e pregava com mansidão e bondade, tanto que os muçulmanos o chamavam «o santo alfaqui».
Em Julho de 1499 os Reis visitaram a cidade, e assombraram-se com o ar tão muçulmano que ainda conservava, mesmo nas vestes e costumes; decidem por isso encomendar ao Cardeal Cisneros que já participara na conquista do reino de Granada, a tarefa de persuadir com mais dureza a conversão. Este começaria a forçar as conversões mediante um plano com três pontos:
- devolver à fé cristã os elches ou renegados, cristãos convertidos ao Islão;
- pressionar os chefes muçulmanos para fomentar a conversão. Normalmente era uma pressão econômica: perdão de dívidas e subornos; também houve maus-tratos físicos. Conta-se de um zegri que resistiu vinte dias, ganhando fama de homem duro;
- apresentar ao povo o exemplo dos chefes convertidos.

Estes meios de pressão foram efetivos. Os métodos repressivos empregados pelo cardeal cumpriram o seu objectivo, já que foram vários milhares os muçulmanos que receberam a água do batismo, convertendo-se em cristãos. Também se confiscaram muitos livros, divididos em dois lotes, sendo um de temática religiosa - o Corão, etc., todos queimados na fogueira, na praça central de Bibirrambla -, e outro lote, de matérias científicas que foi enviado para a universidade de Alcalá de Henares. Estes fatos ocorreram na falta dos Reis Católicos. Posteriormente, à vista dos resultados, os Reis declararam que não eram essas as suas instruções: o Cardeal Cisneros ultrapassara as instruções recebidas.
A maior parte deles, porém, continuaram mantendo a sua língua, os seus costumes e a sua antiga religião. Prova disso são os textos aljamiados, escritos em castelhano mas com grafia árabe.
Eis como via um historiador contemporâneo dos moriscos:
| “ | ...e se com fingida humildade usavam de alguns bons costumes morais nos seus tratos, comunicações e trajes, no interior aborreciam o jugo da religião cristã, e de segredo doutrinavam-se e ensinavam uns aos outros nos ritos e cerimônias da seita de Maomé. Esta mancha foi geral nas pessoas comuns, e em particular houve alguns nobres de bom entendimento que se deram às coisas da fé, e se honraram de ser e parecer cristãos, e destes tais não trata a nossa história. Os demais, embora não fossem mouros declarados, eram hereges secretos, faltando neles a fé e sobrando o baptismo, e quando mostravam ser agudos e ressabidos na sua maldade, faziam-se rudes e ignorantes na virtude e a doutrina. Se iam ouvir missa aos domingos e dias de festa, era por cumprimento e para que os curas e beneficiados não os penassem por isso. Nunca encontravam pecado mortal, nem diziam verdade nas confissões. Guardavam as Sextas-Feiras e lavavam-se, e faziam a zalá fechados nas suas casas, e aos domingos e dias de festa encerravam-se a trabalhar. Após baptizarem as crianças, lavavam-nas secretamente com água quente para lhes tomar a crisma e o óleo santo, e faziam as suas cerimônias de circuncisão, e punham-lhes nomes de mouros; as noivas, que os curas faziam envergar vestidos de cristãs para receber as bendições da Igreja, despiam-nas em chegando às suas casas e vestindo-as como mouras, faziam os seus casamentos à mourisca com instrumentos e manjares de mouros... | ” |

Durante a primeira metade do século XVI houve certa tolerância. A autoridade reprovava esta fidelidade para o Islão, que a combatia mediante a Inquisição e tolerava-a ao mesmo tempo, aguardando a conversão.
Muitos mudéjares do Albaicín viram-se estafados por como os estavam enganando os cristãos, pois primeiro garantiram-lhes que iam poder seguir com a sua religião e depois estavam-nos «convencendo» para que se converterem. Os mudéjares granadinos começaram a protestar e a pedir a destituição de Cisneros, e como resposta a estas queixas, Cisneros encarcerou os mudéjares mais respeitados de Granada, tendo-os pelos instigadores dos revoltosos, e pensando que se estes paravam de sermonear as pessoas, converter-se-iam para o cristianismo. Em janeiro de 1500 mataram um oficial de Cisneros, o qual provocou o alçamento de muçulmanos e conversos. Assim começou em 1500 o levantamento popular do Albaicín. Este levantamento estende-se por toda a serra das Alpujarras, chegando até Almeria e Ronda, respondendo os reis com uma forte opressão militar da mão do conde de Tendilla.

Após sufocar os levantamentos, em 1501, Tendilla pediu "passar por faca todos os mouros que participaram nas revoltas", ao qual o rei Fernando respondeu: 
| “ | Quando o vosso cavalo faz alguma desgraça não recorreis à espada para matá-lo, antes lhe dais uma palmada nas ancas, e lhe ponhais a capa sobre os olhos; pois o meu voto e o da Rainha é que estes mouros sejam baptizados e, se eles não forem cristãos, sê-lo-ão os seus filhos ou os seus netos | ” |

.

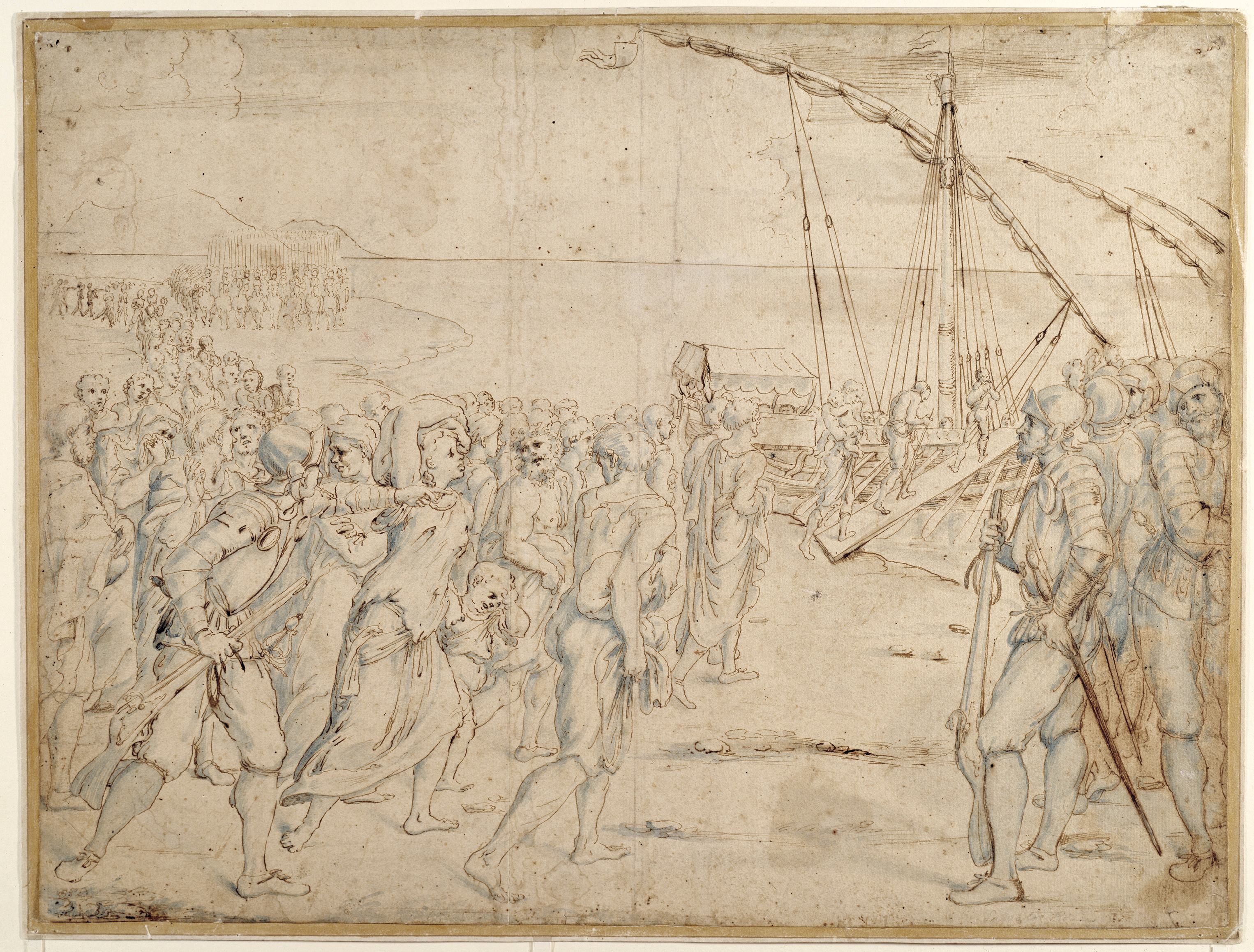
A Expulsão dos Mouriscos, de Vicente Carducho (Museu do Prado, Madrid)

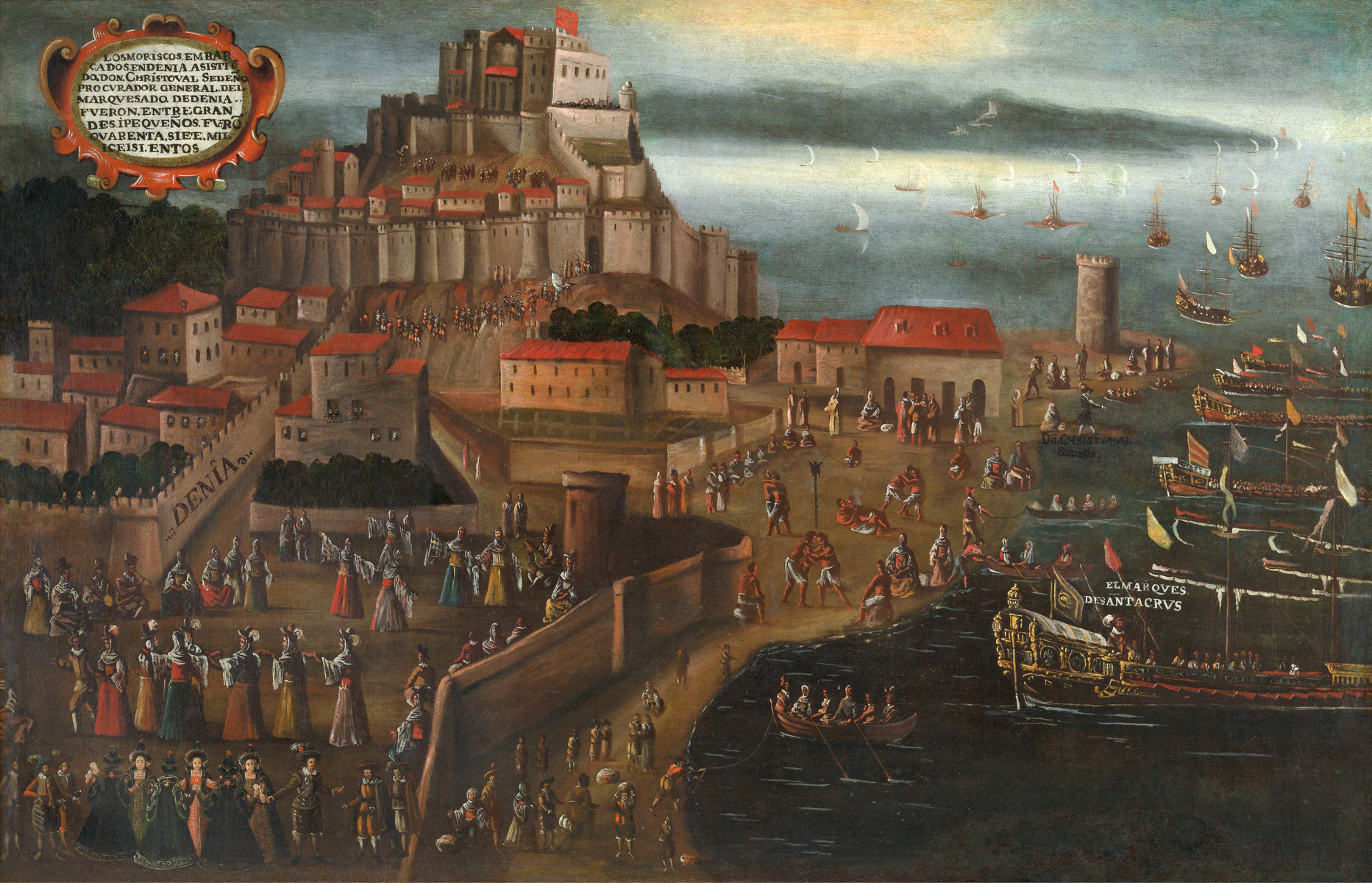
Expulsão dos mouriscos no porto de Denia

O levantamento das Alpujarras foi o pretexto para os cristãos afirmarem que os muçulmanos quebrantaram o pacto firmado em 1491. Por isso ditaram a Pragmática de 14 de fevereiro de 1502, que ordenava a conversão ou expulsão de todos os muçulmanos do reino de Granada, excetuando os varões de menos de 14 anos e as meninas menores de 12, antes de abril do mesmo ano. Esta Pragmática implicou um quebrantamento dos comprometimentos firmados pelos Reis Católicos com o rei Boabdil nas Capitulações para a entrega de Granada, nas quais os vencedores castelhanos e aragoneses garantiam aos muçulmanos granadinos a preservação da sua língua, religião e costumes.
Os mudéjares de toda Espanha tiveram de ir para as igrejas se batizarem. Eram perguntados pelo nome que queriam ter, e se algum não entendia bem o castelhano, coisa que passava sobretudo no antigo reino de Granada, ou se não decidiam nenhum nome, era posto o nome de Fernando se era homem e Isabel se mulher. A conversão foi geral em todos os lugares. A partir desta conversão forçada, os mudéjares deixaram oficialmente de o ser, já que foram batizados e eram chamados moriscos, expressão que nesta época tinha um matiz claramente pejorativo.
| “ | "O mourisco era - segundo a opinião geral- um indivíduo inculto e até mesmo limitado que ocupava, pela sua teimosia, o último grau da escala social<...> Os sábios, os juízes e santões daquela comunidade eram desprezados pelos prelados, letrados e homens de caneta da época de Carlos I e Filipe II. E a plebe urbana mourisca com frequência foi ridicularizada e alfinetada" | ” |

Para evitar o exílio, a maioria dos muçulmanos optaram pela conversão para o cristianismo, a qual foi geral em todo o Reino de Granada. Durante o reinado de Carlos V, graças ao apoio que os mouriscos emprestaram ao rei e a substanciosos donativos, a coroa adotou uma posição flexível com eles e permitiu-lhes conservar os seus usos e costumes. Assim, os mouriscos mantiveram-se como uma comunidade própria sem se integrar na sociedade espanhola do seu tempo.
Com a chegada ao trono de Filipe II, a guerra no Mediterrâneo com os Turcos Otomanos intensificou-se e a manifesta simpatia dos mouriscos espanhóis com os piratas berberescos instalados nas bases norte-africanas de Marrocos, Argélia ou Tunísia, põem em maior risco as populações costeiras espanholas, pelo qual se instou novamente à conversão forçada dos muçulmanos peninsulares. Contudo, o medo a novas sublevações fez com que muito pronto se duvidasse da sinceridade da sua fé.
Em 1566, Filipe II proibiu, instigado por Diego de Espinosa, o uso da língua árabe, de trajes e cerimônias de origem muçulmana. Ao tentar aplicar estritamente este decreto, aconteceu a rebelião das Alpujarras (1568-1571), sob comando de Aben Humeya. Durante esta última rebelião Espanha mantinha uma relação muito tensa no Mediterrâneo com os Turcos, tensão que terminou na Batalha de Lepanto. Uma vez dominada a revolta, os mouriscos granadinos foram deportados para La Mancha e Castela a Velha.
No fim do século XVI, estima-se que a população mourisca nos reinos peninsulares podia oscilar entre as 275 000 e 500 000 pessoas. Concentravam-se primariamente no Reino de Valência na Coroa de Aragão e no planalto, Estremadura, Múrcia e Andaluzia no Reino de Castela. Os mouriscos viviam primariamente no campo, na qualidade de vassalos dos senhores nobiliários, em condições muito mais duras do que as da população cristã. Desde a sublevação das Alpujarras, a predicação foi acompanhada pela repressão.
Odiados pelos cristãos velhos, recusados pela coroa, que via com inquietude a possibilidade de uma nova sublevação que agisse como uma quinta coluna dos piratas berberescos, os Turcos ou os Franceses e detestados pela Igreja, que duvidava da sinceridade da sua conversão, os mouriscos devieram numa massa objeto de todo tipo de suspeitas e de impossível integração por quanto supunha a sobrevivência dentro da Espanha de um povo inassimilável.
Em várias ocasiões pensou-se em decretar a sua expulsão, mas a medida foi posposta devido às pressões da nobreza aragonesa e valenciana, beneficiados deste regime de semiescravidão.
Finalmente, após 117 anos de difícil convivência, Filipe III, provavelmente como consequência da constatada colaboração de determinados cabecilhas dos mouriscos com o rei da França para organizarem um levantamento geral na Espanha, que nesse momento se encontrava em guerra com os franceses, decretou a expulsão em 1609. A expulsão foi levada a cabo durante 7 anos, até 1616. Nessa data terminou a existência dos mudéjares e dos mouriscos na Espanha, que foram quer expulsos ou transladados. A grande maioria dos que foram expulsos permanentemente se estabeleceram a margem ocidental do Império Otomano e no Reino de Marrocos.
Já outros decidiram emigrar para as colônias espanholas nas Américas. Saíram de Valência 118 000 mouriscos, 61 000 de Aragão, 45 000 de Castela e da Estremadura, 16 000 de Múrcia e 32 000 da Andaluzia. Muitos foram para a América, sobretudo para o México, República Dominicana, Grã Colômbia (Equador, Colômbia e Venezuela), Peru e a Argentina. Como frequentemente eram denominados somente "cristãos novos", geralmente eram confundidos com os marranos, os novos judeus convertidos para o cristianismo.
As consequências da expulsão foram graves e afetaram primariamente ao reino de Valência, o qual perdeu a quarta parte da sua população, o que repercutiu na paralisação da agricultura, especialmente da produção de trigo e de cana-de-açúcar. Os grandes senhores, prejudicados pela expulsão de um contingente importante da sua mão de obra, contentaram-se com a incorporação das terras confiscadas aos mouriscos. A burguesia arruinou-se, ao faltar o pagamento de rendas dos empréstimos feitos aos proprietários rurais.